# 左丘明
左丘明（？—？），相传为中國春秋末期鲁国的盲人史学家，为《左传》和《国语》的作者。《左传》为解释另一历史著作《春秋》的作品，战国时期成为儒家学派的经典之一。

## 姓名争议
对左丘明的姓名有很多观点。一说复姓左丘，名明，一说单姓左，名丘明。还有观点认为他姓丘名明，因其世代为左史，所以人们尊其为左丘明。

## 生平
左丘明的记载最早见于《论语·公冶长》。据传左丘明是春秋时期的盲人史官，与孔子同时代或在其前。司马迁《史记》称其为“鲁君子”，又说他失明或无目，因此许多人认为他是一位瞽矇。
左丘明知识渊博，品德高尚，孔子曰：「巧言、令色、足恭，左丘明耻之，丘亦耻之；匿怨而友其人，左丘明耻之，丘亦耻之。」
据传，山东省肥城是左丘明的食邑。《宋祥符二年平阴县令范讽重修左传精舍记》载：「二年春，余承命来莅兹邑。知县之东古肥子国地即左子故里，古庙犹存。」左丘明死后葬于肥城。《魏书·地形志》载：「富城有左丘明墓。」富城即今肥城一带。

## 后世
1725年（清雍正三年）为避孔子名讳，奉旨“丘”旁加“阝”改为邱氏，故左丘明之后改丘氏为邱氏，今肥城市石横东衡鱼村邱氏皆为左丘明之后人。

## 参看
- 《國語》
- 《左传》
- 瞽矇